# La Soledad (Guanajuato)
La Soledad es una localidad del estado mexicano de Guanajuato. Es parte del municipio de Irapuato.

## Demografía
| Gráfica de evolución demográfica |
|                                  |

| Censo | Población |
| ----- | --------- |
| 1900  | 302       |
| 1910  | 328       |
| 1921  | 378       |
| 1930  | 400       |
| 1940  | 303       |
| 1950  | 480       |
| 1960  | 708       |
| 1970  | 1 019     |
| 1980  | 759       |
| 1990  | 1 080     |
| 2000  | 1 219     |
| 2010  | 1 261     |
| 2020  | 1 596     |